# Данієл Ленціна-Рібес
Данієл Ленціна-Рібес (нар. 5 лютого 1977) — колишній литовський тенісист.
Найвищу одиночну позицію світового рейтингу — 591 місце досяг 27 серпня 2001, парну — 671 місце — 15 вересня 2003 року.
Завершив кар'єру 2009 року.

## Фінали в циклі турнірів ITF
| Легенда | Одиночний розряд | Парний розряд |
| ------- | ---------------- | ------------- |
| Ф'ючерс | 0–0              | 1–2           |

| Покриття | Одиночний розряд | Парний розряд |
| -------- | ---------------- | ------------- |
| Ґрунт    | 0–0              | 1–2           |

### Парний розряд
| Результат | Дата           | Турнір         | Покриття | Партнер          | Суперники                      | Рахунок            |
| --------- | -------------- | -------------- | -------- | ---------------- | ------------------------------ | ------------------ |
| Поразка   | 25 червня 2000 | Забже, Польща  | Ґрунт    | Давид Феррер     | Пйотр Щепаник Орест Терещук    | 4–6, 0–6           |
| Поразка   | 4 серпня 2002  | Пярну, Естонія | Ґрунт    | Роландас Мурашка | Майт Кюннап Тапіо Нурмінен     | 1–6, 4–6           |
| Перемога  | 24 серпня 2003 | Шяуляй, Литва  | Ґрунт    | Томмі Ленго      | Стіан Боретті Федеріко Торрезі | 7–6(7–1), 3–6, 6–3 |